# Mass Effect: Foundation
Mass Effect: Foundation è la quinta serie a fumetti ambientata nell'Universo di Mass Effect ed edito dalla Dark Horse Comics. Anziché i soliti 4 albi, è articolato in 13 uscite. L'autore principale è Mac Walters, confermato anche per questa serie dopo aver scritto le storie di tutte le serie a fumetti di Mass Effect.
Tutte le storie sono state scritte da Mac Walters, eccetto l'undicesimo volume, scritto da Mac Walters insieme a Jeremy Barlow. Tutte le copertine sono state disegnate da Benjamin Carré. Per i disegni di ogni albo si sono alternati diversi autori, ma sono stati tutti colorati da Michael Atiyeh. Come in Mass Effect: Homeworlds, gli albi sono articolati in 32 pagine ciascuno.
Anche se ogni numero è incentrato su un diverso personaggio della serie, quasi tutte e 13 le storie vedono l'apparizione, importante o marginale, di Rasa (nome in codice di Maya Brooks), principale antagonista del DLC La Cittadella di Mass Effect 3, e ne seguono le peripezie dal suo reclutamento in Cerberus sino alla sua decaduta come agente. In particolare il primo e l'ultimo numero narrano direttamente l'inizio e la fine della sua storia nell'organizzazione dell'Uomo Misterioso.

## Numeri
| Numero | Data              | Disegnatore                  | Protagonisti                    |
| ------ | ----------------- | ---------------------------- | ------------------------------- |
| 1      | 24 luglio 2013    | Omar Francia                 | Maya Brooks                     |
| 2      | 28 agosto 2013    | Tony Parker                  | Urdnot Wrex                     |
| 3      | 25 settembre 2013 | Tony Parker                  | Ashley Williams                 |
| 4      | 23 ottobre 2013   | Tony Parker                  | Kaidan Alenko                   |
| 5      | 23 ottobre 2013   | Matthew Clark e Drew Geraci  | Miranda Lawson e Jacob Taylor   |
| 6      | 18 dicembre 2013  | Matthew Clark e Sean Parsons | Miranda Lawson e Jacob Taylor   |
| 7      | 22 gennaio 2014   | Garry Brown                  | Jack                            |
| 8      | 26 febbraio 2014  | Tony Parker                  | Thane Krios, Rasa (Maya Brooks) |
| 9      | 26 marzo 2014     | Tony Parker                  | Mordin Solus                    |
| 10     | 23 aprile 2014    | Tony Parker                  | Kasumi Goto                     |
| 11     | 28 maggio 2014    | Tony Parker                  | Zaeed Massani                   |
| 12     | 25 giugno 2014    | Tony Parker                  | Thanke Krios                    |
| 13     | 23 luglio 2014    | Tony Parker                  | Rasa (Maya Brooks)              |